# Michael Hassemer
Michael Hassemer (* 1966 in Saarbrücken) ist ein deutscher Rechtswissenschaftler, Hochschullehrer und Richter.

## Leben
Hassemer ist der Sohn des Vizepräsidenten des Bundesverfassungsgerichts und Rechtswissenschaftlers Winfried Hassemer. Er studierte Rechtswissenschaft an der Universität München und absolvierte den juristischen Vorbereitungsdienst im Bezirk des Oberlandesgerichts München. Von 1996 bis 2000 war er wissenschaftlicher Mitarbeiter am Max-Planck-Institut für Geistiges Eigentum, Wettbewerbs- und Steuerrecht in München. Er wurde an der Universität in München 1999 mit der Dissertation Gewerbliche Schutzrechte im Mercosur: Patent-, Muster-, Sorten- und Kennzeichenschutz in Argentinien, Brasilien, Paraguay und Uruguay zum Dr. iur. promoviert. Anschließend wurde er an dieser Universität zum wissenschaftlichen Assistenten am Institut für internationales Recht. 2006 erfolgte dort mit der Arbeit Heteronomie und Relativität in Schuldverhältnissen: zur Haftung des Herstellers im europäischen Verbrauchsgüterkaufrecht seine Habilitation.
Hassemer folgte 2006 einem Ruf auf den Lehrstuhl für Zivilrecht, Wirtschaftsrecht und Geistiges Eigentum der Rheinland-Pfälzischen Technischen Universität Kaiserslautern-Landau (ehemals Technischen Universität Kaiserslautern). Neben seiner Professur ist er seit Februar 2014 Mitglied des Verfassungsgerichtshofes Rheinland-Pfalz sowie von Dezember 2015 bis Juli 2023 Mitglied des 4. Senats am Oberlandesgericht Zweibrücken. Seit 2017 ist er außerdem Mitglied im Beirat des Instituts für Weltanschauungsrecht.

## Werke (Auswahl)
- Gewerbliche Schutzrechte im Mercosur: Patent-, Muster-, Sorten- und Kennzeichenschutz in Argentinien, Brasilien, Paraguay und Uruguay, Nomos, Baden-Baden 2000, ISBN 978-3-7890-6672-6.
- Heteronomie und Relativität in Schuldverhältnissen: zur Haftung des Herstellers im europäischen Verbrauchsgüterkaufrecht, Mohr Siebeck, Tübingen 2007, ISBN 978-3-16-149143-6.
- Patentrecht: mit Arbeitnehmererfindungsrecht, Gebrauchsmusterrecht, Sortenschutzrecht und Patentmanagement, 2. Auflage, Kohlhammer, Stuttgart 2016, ISBN 978-3-17-029157-7.